# Dick At Nite
Dick At Nite es el séptimo álbum de Richard Cheese, iba a ser editado el 31 de julio de 2007, pero luego de varios retrasos, fue editado el 13 de noviembre de 2007, aunque desde el 4 de septiembre se podía adquirir vía iTunes Store. Este álbum consiste en versiones de temas de programas de televisión, y el título del disco parodia al segmento nocturno de Nickelodeon, Nick At Nite en el cual se emiten series de los años 1980 y 1990.

## Lista de canciones
1. Canción de South Park - 1:11
2. Canción de Three's Company- 1:14
3. Canción de Spider-Man - 2:18
4. Canción de The Brady Bunch - 1:31
5. Canción de Bob Esponja - 1:31
6. Canción de F·R·I·E·N·D·S, I'll Be There For You, de The Rembrandts - 1:43
7. «La Marcha Imperial» de Darth Vader (Live at the Derby) - 1:58
8. Canción de Buenos tiempos - 1:20
9. Canción de La Isla de Gilligan- 1:54
10. Canción de Bonanza- 1:13
11. Corte Comercial - 1:46
12. Canción de The Jeffersons - 2:03
13. Canción de WKRP in Cincinnati - 1:36

### Pistas adicionales (solo paraiTunes)
1. Tema de American Idol - 1:55
2. Tema de Aqua Teen Hunger Force- 1:50
3. Tema de Scooby-Doo- 1:40

- Datos: Q5273591